# Mann-O-Meter

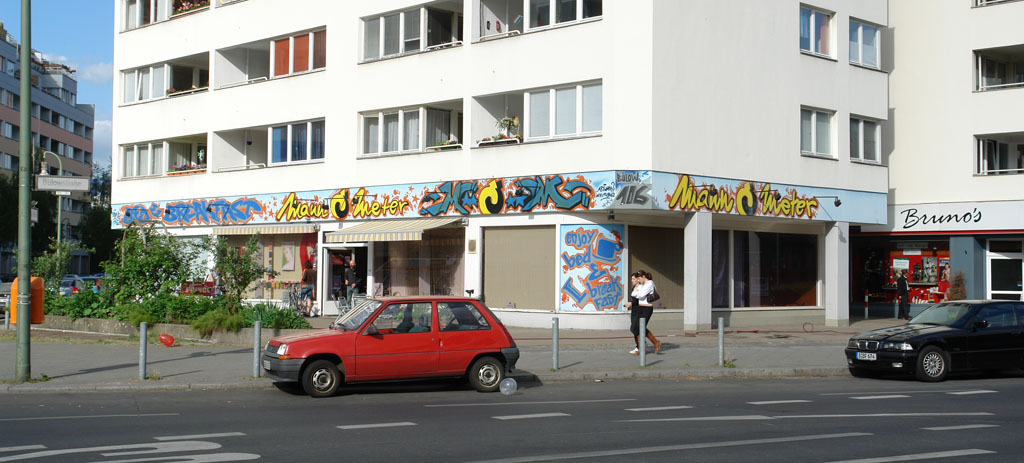
Sede actual de Mann-O-Meter en la Bülowstraße 106.

Mann-O-Meter (MOM) es un centro de información y asesoría para hombres y jóvenes gays y bisexuales en Berlín-Schöneberg, Alemania. El proyecto en contra de la violencia Maneo pertenece a la misma asociación Mann-O-Meter e.V.
Nacido de la idea surgida en el Treffen Berliner Schwulengruppen (TBS, «Encuentro de grupos gais de Berlín») de 1985 de crear un teléfono de ayuda e información sobre el sida, la asociación ofrece una amplia oferta para las necesidades de diversos grupos.

## Historia
Mann-O-Meter fue creado en 1986 como el primer gay switchboard de Alemania, sobre la que la asociación Mann-O-Meter e.V. trabajaba desde 1985. Inicialmente, la asociación funcionaba con trabajadores voluntarios bajo la dirección de Thomas Brüggemann y algunos estudiantes, entre ellos, el estudiante de Derecho Jörg Stubben. Más tarde, el ministro de Salud de Berlín, el cristianodemócrata Ulf Fink, se implicó en la consecución de una financiación estable para el proyecto. El primer local fue alquilado en la Manteuffelstraße del barrio de Schöneberg y, más tarde, durante muchos años, en la Motzstraße. Debido a la falta de espacio, la asociación se trasladó en 2001 al otro lado de la Nollendorfplatz, en la Bülowstraße 106. En la actualidad (2008), la asociación tiene cuatro empleados que se financian con las donaciones y los ingresos del café, además de las donaciones de la Stiftung Deutsche Klassenlotterie. La mayoría del trabajo lo realizan sin embargo los más de setenta voluntarios.
Mann-O-Meter fue el modelo que siguieron numerosos proyectos similares en Alemania Occidental. Poco antes y tras la reunificación, la asociación fue arrollada con la demanda proveniente de Alemania Oriental y los Países del Este. En la antigua RDA el sida estaba mucho menos presente en los medios de comunicación.

## Actividades
Mann-O-Meter ofrece un amplio abanico de actividades de información y asesoría sobre el VIH y otras enfermedades de transmisión sexual, sobre problemas de la salida del armario, en las uniones civiles y de otras cuestiones relacionadas con la homosexualidad.
Diariamente están a disposición para consultas telefónicas o personales dos voluntarios. Si es necesario, también dan citas con los dos psicólogos voluntarios. Los visitantes también pueden conseguir información sin complicaciones a través de los folletos y resistas informativos que se encuentran en el café. También ofrece regularmente la posibilidad de realizarse las pruebas del sida de forma anónima.
Además de las actividades culturales y las exposiciones regulares, el grupo juvenil Romeo & Julius (grupo para gais de 14 a 19 años), además de Romeo & Julius 20 plus, pertenecen a los grupos conocidos fuera de la región. Dentro de las actividades de tiempo libre, el MOM apoya a través de su café a otros grupos, que necesitan un local para sus reuniones. Algunos desde hace años, se reúnen de roma regular Alcohólicos anónimos, un grupo de ajedrez, un grupo de juegos, los Radler ohne Grenzen («Ciclistas sin fronteras»), además de un grupo de amigos del ferrocarril gay.
Para presos de las cárceles de Berlín, el MOM ofrece también servicios de asesoría y asistencia, para los que la ministra federal Brigitte Zypries se ha convertido en patrocinadora.
Las celebraciones anuales Schwule Straßenfest y Christopher Street Day también se organizan en parte en los locales del MOM, habiendo sido creadas en parte bajo los auspicios de la asociación.

## Maneo
Además de las actividades informativa y de asesoramiento, la asociación Mann-O-Meter e.V. también tiene el proyecto Maneo, de proyección en todo el país. Surgido del Schwulen Überfalltelefon Berlin (SÜB; «Teléfono para agresiones de Berlín»), Maneo ofrece ayuda y asesoría a las víctimas de violencia homofóbica y realiza, entre otras actividades, entrenamientos anti-violencia en colaboración con la policía de Berlín. También realizan acciones informativas en los lugares en los que hombres buscan sexo con hombres o en el ambiente gay, informando sobre los riesgos asociados con su comportamiento y anima a las potenciales víctimas a denunciar los casos de violencia. De un encuentro con grupos gais polacos surgió en 2006 una campaña a favor de la tolerancia que se pudo desarrollar gracias a los medios donados por la Stiftung Deutsche Klassenlotterie.
Las últimas encuestas realizadas por Maneo han sido criticadas por grupos antirracistas. Estos grupos afirman que Maneo atribuye los ataques homófobos sobre todo a inmigrantes, pero que no trata los ataques que provienen del círculo del entorno de la víctima.
Maneo entrega desde el 2006 (junto con el proyecto anti-violencia SOS-Homophobie de Francia, además de Lambda y KPH de Polonia) el premio Tolerantia, con el que se pretende premiar a personalidades destacadas que se han comprometido con la tolerancia. En 2008 el premio se entregó, entre otros, a Tanja Walther, Philipp Lahm y Theo Zwanziger por su lucha contra la intolerancia y la homofobia en el fútbol.

## Vecindario
Mann-O-Meter se encuentra directamente en el Nollendorfplatz, un centro de la cultura homosexual desde hace más de cien años. En su cercanía se encuentran el Café PositHiv, bares y cafés de homosexuales, como el internacionalmente conocido Toms Bar, el bar musical Eldorado y el Café Berio.

## Colaboración
Mann-O-Meter colabora con diversas instituciones privadas y públicas. Entre ellos se pueden mencionar a:
- Robert Koch Institut,
- Arbeitskreis AIDS niedergelassener Ärzte,
- Schwulenberatung Berlin,
- Berliner Aids-Hilfe e.V.,
- Landesverband der Berliner AIDS-Selbsthifegruppen e.V. (LaBAS),
- Pluspunkt,
- manCheck,
- Fixpunkt e.V.,
- subWay e.V.,
- revista Siegessäule,
- Tropeninstitut (Instituto para medicina tropical) de la Charité,
- Rosa von Praunheim, que tuvo en los inicios una gran importancia dentro de la asociación.

## Aniversario
En 2006 Mann-O-Meter celebró su 20 aniversario. Las celebraciones comenzaron en octubre de 2005 con la celebración del aniversario de la asociación con una fiesta.

## Publicaciones
Además de las publicaciones de Maneo, en el Nollendorfplatz también se edita la revista mensual gaynow.
El MOM es una importante fuente de información sobre el ambiente gay no comercial de Berlín y enlaza con la idea inicial de ser un centro de información. Anteriormente el MOM entregaba de forma regular las Pink Pages, un directorio de grupos LGBT de Alemania. Las Pink Pages eran una importante contribución a la red de colaboración del ambiente gay antes de la extensión generalizada del acceso a Internet.